# U.S. Bank Center (Milwaukee)
Il U.S. Bank Center è un grattacielo di Milwaukee, nel Wisconsin. È conosciuto per essere l'edificio più alto dello stato e della città.

## Storia
I piani furono inizialmente annunciati dalla First Wisconsin National Bank per costruire un nuovo quartier generale il 21 agosto 1969. Sebbene nessun progetto architettonico fosse completo al momento del suo annuncio, i funzionari della banca hanno indicato che avrebbe avuto almeno 40 piani. Il 18 marzo 1971, i funzionari della banca svelarono il progetto finale (42 piani, e 183 metri), che comprendeva un intero blocco di facciata su East Wisconsin Avenue. Il nome della torre fu annunciato come First Wisconsin Center.
L'edificio fu completato il 29 agosto 1972, con l'installazione dell'ultima trave di acciaio di 6 metri in cima alla torre. Insieme ai funzionari della banca, hanno partecipato alla cerimonia il sindaco Henry Maier, il dirigente della contea John Doyne e il governatore del Wisconsin Patrick Lucey .
Verso la fine della costruzione nel 1973, due incidenti mortali si sono verificati sul posto di lavoro. A maggio, un caposquadra è morto dopo essere stato colpito da un autocarro con cassone ribaltabile. A luglio, un lavoratore è morto e altri quattro sono rimasti feriti quando una lastra di alluminio è caduta dal quarantunesimo piano colpendo gli operai.
L'edificio fu inizialmente occupato il 4 settembre 1973 e la sua apertura ufficiale venne celebrata il 6 ottobre 1973.

### First Wisconsin Center
Mentre era ancora in costruzione nel settembre 1972, un gruppo di sviluppatori locali responsabili del vicino sviluppo di Juneau Square ha fatto causa contro First Wisconsin. La causa da 138 milioni di dollari sosteneva che la banca avesse agito in modo "monopolistico" per controllare lo sviluppo degli uffici, nel tentativo di far deragliare i querelanti proposti un progetto di torre di 25 piani per uffici su una proprietà adiacente al First Wisconsin Center. Dopo diversi anni di contenzioso, la causa è stata finalmente processata nel maggio 1976. L'ottobre seguente, il tribunale ha dichiarato colpevole il First Wisconsin e ha assegnato ai querelanti $ 6 milioni di danni che sono stati poi triplicati a $ 18 milioni a causa delle leggi federali sui danni assegnati alle cause antitrust. In First Wisconsin presentò appello nel mese di agosto del 1977, una corte federale ha stabilito che l'appello era stato accolto In appello, nel giugno 1978 il tribunale si pronunciò a favore di First Wisconsin nel liquidare la società da tutte le accuse.
Dopo essere rimasto di proprietà di First Wisconsin dalla sua apertura, nel giugno 1987 fu annunciato che la torre sarebbe stata acquistata per $ 195 milioni dalla società di sviluppo di Dallas Trammell Crow. Al momento della vendita annunciata, Trammell Crow ha svelato i piani per costruire una torre di 50 piani a sud-est del First Wisconsin Center, sorpassandola come l'edificio più alto dello stato. Da allora quest'ultimo non è mai stato costruito. La vendita è stata completata nel gennaio 1988 con Trammell Crow che ha pagato $ 195 milioni per il complesso, solo per venderlo successivamente a una società di investimento per $ 220,9 milioni.

### Firstar Center
Nel dicembre 1988, First Wisconsin cambiò il nome in Firstar Corporation mentre le sue operazioni si espandevano oltre lo stato del Wisconsin. Nel maggio 1992 il marchio First Wisconsin fu abbandonato e tutte le operazioni bancarie al dettaglio furono unificate sotto il nome di Firstar Bank. Di conseguenza, il 14 settembre 1992, l'edificio fu ribattezzato Firstar Center. Nel 1996, fu costruita una passerella di 1,2 milioni di dollari su Van Buren Street per collegare la torre con il vicino Lewis Center. L'aggiunta è stata finanziata in parte dalla città di Milwaukee come progetto di sviluppo economico.

### U.S. Bank Center
Nel 2000 Firstar ha annunciato l'ingresso nel gruppo U.S. Bancorp facendo nascere una nuova coesione tra banche di vari stati. In questo modo l'edificio ha assunto il suo nome attuale.

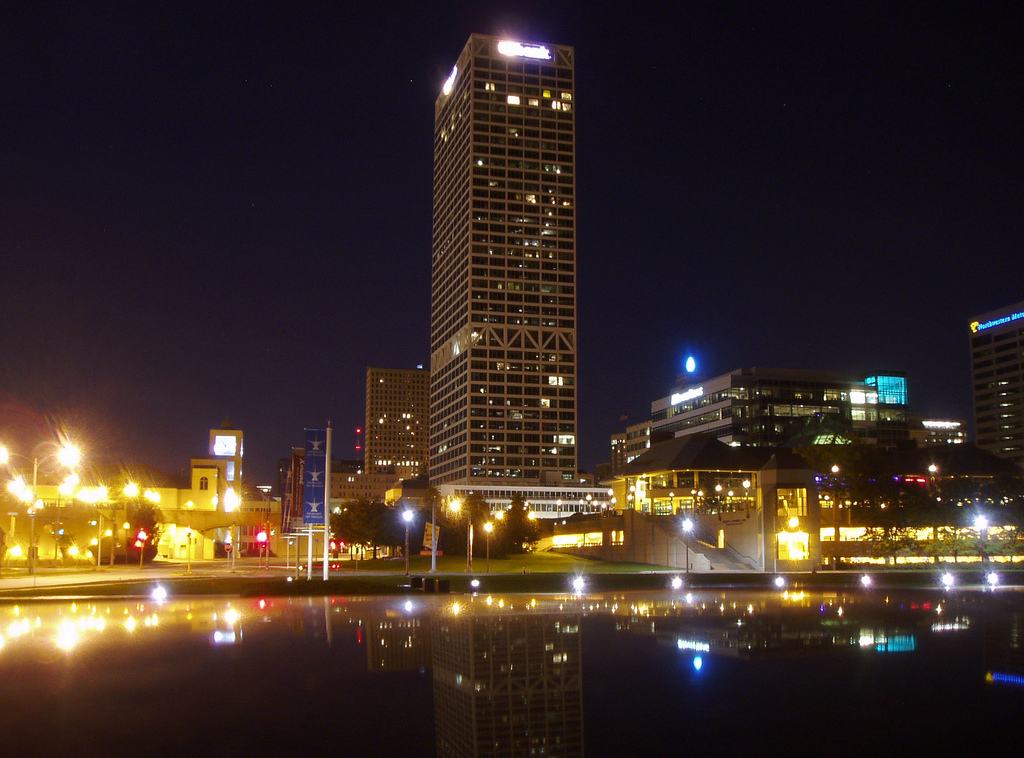
US Bank Center di notte (2005)

Alto 183 metri e con 42 piani è l'edificio più alto della città e dello stato.
L'edificio è stato costruito con un ponte di osservazione al 41 ° piano. Inizialmente i visitatori potevano visitarlo, anche se fu chiuso nel 1991 perché la ditta Foley & Lardner non voleva che i turisti camminassero attraverso i loro uffici. Nel 2011, il ponte di osservazione è stato nuovamente aperto al pubblico durante il primo evento Doors Open Milwaukee ed è rimasto aperto negli anni successivi.